# Abacetus dejeani
Abacetus dejeani là một loài bọ chân chạy thuộc phân họ Pterostichinae. Loài này được Nietner mô tả lần đầu năm 1858.